# Monastieke gemeenschap van de Heilige Berg

Oros Athos, aangegeven in rood

De Autonome Kloosterrepubliek Athos (Grieks: Αυτόνομη Μοναστική Πολιτεία του Αγίου Όρους) is een semiautonoom gebied, met zelfbesturende kloostergemeenschappen, op het schiereiland Oros Athos ten oosten van het regionale district Chalcidice. Het schiereiland is het oostelijkste van drie langgerekte schiereilanden in de Egeïsche Zee en is vernoemd naar de bergtop Athos op het zuiden van schiereiland. Het valt buiten het gezag van het hoofd van de Grieks-orthodoxe kerk, de aartsbisschop van Athene, en ressorteert onder de patriarch van Constantinopel.

## Bestuur en organisatie
De Heilige Berg Athos wordt bestuurd door twee bestuurslichamen. De Heilige Gemeenschap (Grieks: Ιερά Κοινότητα, Iera Kinótita) en de Heilige Administratie (Grieks: Ιερά Επιστασία, Iera Epistasia).

## Bestuur
Het bestuursorgaan van Oros Athos heet "de Heilige Gemeenschap" (Iera Kinótita) van Oros Athos en heeft zijn zetel in Karyes. Het is samengesteld als een lichaam uit de twintig afgevaardigden van de onafhankelijke kloosters van het schiereiland, die een vaste rangorde hebben waarvan het Megisti Lavra het eerste klooster is; overeenstemmend met de Griekse grondwet (Artikel 105) en het decreet van de Oros Athos van 16 september 1926. Het is het centrale bestuurslichaam van de Athonitische staat, dat twee keer per week bijeenkomt en in een buitengewone zitting wanneer dit nodig is. Bijeenkomsten worden geleid door de Protos (Grieks: Πρώτος, "Eerste"). De gouverneur, de officiële vertegenwoordiger van de Griekse staat, mag op uitnodiging deelnemen aan de zittingen. De Heilige Gemeenschap heeft jurisdictie over Athonitische zaken over het gehele schiereiland. Ze is verantwoordelijk voor maatregelen van algemene aard en voor de goede werking van het Athonitische bestuur. Ze keurt de interne regelingen en het huishoudelijk reglement van de heilige kloosters goed en vormt tevens een rechterlijke instantie in eerste aanleg en in hoger beroep.
Gedurende haar zittingsperiode, die één jaar duurt, nemen de leden van de Heilige Gemeenschap ook deel aan ceremonies om officiële kerkelijke hoogwaardigheidsbekleders te verwelkomen in Karyes. Bij besluit van de Heilige Gemeenschap zitten haar leden in vertegenwoordigingen die opgericht zijn om de Athonitische staat te vertegenwoordigen in verschillende aangelegenheden tussen Oros Athos en de civiele en kerkelijke autoriteiten.

## Heilige Administratie
De Heilige Administratie (Ierá Epistasia) vormt de uitvoerende autoriteit van de Heilige Gemeenschap van Oros Athos en heeft vier leden. De twintig kloosters zijn onderverdeeld in vijf groepen van vier, door roulatie hebben vertegenwoordigers van elke groep uitgaande van de Heilige Epistasia eens per vijf jaar zitting. De Epistatis (promotor) van het eerste klooster op de ranglijst heet de "Protepistatis". Hij is de voorzitter van de Heilige Administratie en fungeert als primus inter pares.
De Heilige Administratie behandelt en voert de correspondentie van de Heilige Gemeenschap. Het zegel van de Heilige Gemeenschap is verdeeld in vier delen (een voor elke Epistatis). Daarnaast beheert zij het Gemeenschappelijk Fonds in overeenstemming met de bestellingen van de Heilige Gemeenschap en is belast met de schoonmaak, goede orde en de goede werking van de markt in Karyes, ze is belast met de algemene taken van een gemeente en een departementale raad.